# Theridion manonoense
Theridion manonoense là một loài nhện trong họ Theridiidae.
Loài này thuộc chi Theridion. Theridion manonoense được Brian John Marples miêu tả năm 1955.